# Carolina League
Die Carolina League ist eine Baseball-Liga der Minor League, die entlang der Atlantikküste der Vereinigten Staaten operiert. Sie ist als Class A-Advanced Liga eingestuft.
Die Organisation, aus der später die Carolina League wurde, bildete sich 1945 und bestand aus nur zwei Teams im Süden Virginias und sechs Teams aus North Carolina. Historisch gesehen haben jedoch bis zu 12 Mannschaften in einem bestimmten Jahr in der Carolina League teilgenommen. Heute besteht die Liga aus 10 Teams in einer Region, die sich von Delaware bis South Carolina erstreckt und in einer Northern Division und einer Southern Division unterteilt ist.

## Geschichte
Die Liga wurde am 29. Oktober 1944 nach einem Treffen in Durham, North Carolina, offiziell bekannt gegeben. Die Liga war ein Nachfolger der Bi-State League, die vor dem Zweiten Weltkrieg bestand. Die Liga begann 1945 mit acht Mannschaften in Burlington, Durham, Greensboro, Leaksville, Raleigh, Winston-Salem (alle aus North Carolina) sowie Danville und Martinsville aus Virginia.
Regisseur und Drehbuchautor Ron Shelton’s 1988er Film Bull Durham mit Kevin Costner, Tim Robbins und Susan Sarandon zeigte einen fiktiven Bericht über die Durham Bulls, damals ein Team der Carolina League (sie sind inzwischen ein Class AAA-Team in der International League). Bevor er anfing, Filme zu drehen, hatte Shelton eine fünfjährige Karriere in einer kleinen Liga in der Organisation der Baltimore Orioles, zu der auch ein Einsatz in der Carolina League gehörte.
Am 22. August 2016 wurde bekannt gegeben, dass die Carolina League zwei weitere Teams für die Saison 2017 hinzufügen bekommen wird, um zwei freie Plätze auf dem High-A-Niveau zu besetzen, das zuvor von den Bakersfield Blaze und High Desert Mavericks der California League besetzt war, die ihren Betrieb am Ende der Saison 2016 eingestellt haben. Die Down East Wood Ducks spielen in Kinston, North Carolina, als Partner der Texas Rangers. The Buies Creek Astros spielten 2017 und 2018 in Buies Creek, North Carolina, und es ist geplant, 2019 ihr neues Zuhause im nahe gelegenen Fayetteville zu eröffnen.